# Tangshan
Tangshan (in cinese: 唐山; in pinyin: Tángshān) è una città-prefettura della Cina nella provincia dello Hebei.

## Storia

### Terremoto del 1976
Il 28 luglio 1976 la città fu colpita da un violentissimo terremoto di magnitudo 7,8 sulla scala Richter, che distrusse completamente la città stessa e causò un numero di morti compreso fra 240.000 e 255.000, oltre a 164.000 feriti.

## Amministrazione

### Suddivisione amministrativa
La prefettura amministra le seguenti suddivisioni:
- Distretto di Lubei
- Distretto di Lunan
- Distretto di Guye
- Distretto di Kaiping
- Distretto di Fengrun
- Distretto di Fengnan
- Distretto di Caofeidian
- Zunhua
- Qian'an
- Luanzhou
- Contea di Luannan
- Contea di Laoting
- Contea di Qianxi
- Contea di Yutian

### Gemellaggi
- Malmö, dal 1987